# 性腺胚细胞瘤
性腺胚细胞瘤（英語：Gonadoblastoma），是一种包含性腺的混合型肿瘤，包括大量原始的生殖细胞、未成熟的支持细胞或颗粒细胞、以及性腺间质细胞。

## 病理
90%的性腺胚细胞瘤患者常见于非正常染色体核型、性腺发育不良，或者Y染色体显现等病理。研究发现其与特纳氏综合征有关。

## 分类
性腺胚细胞瘤中可能同时包含生殖细胞和基质细胞。在以前，性腺胚细胞瘤有时被当做无性细胞瘤的一种子类；现在的一些文献中，它被视为无性细胞瘤的一种病变前症。

## 治疗
标准的性腺胚细胞瘤治疗方式为剖腹术的手术检测。如果在病情条件允许下，技术精湛的外科医生可以采取腹腔镜手术对肿瘤进行切除。如果病情严重，可能会需要采取双边输卵管-卵巢切除术。如果肿瘤未侵入子宫，则可以保留子宫等。现在生殖科技可以允许患者在双边输卵管-卵巢切除术后，仍然可以通过试管婴儿技术获得生育功能。